# Nhát hoa lớn

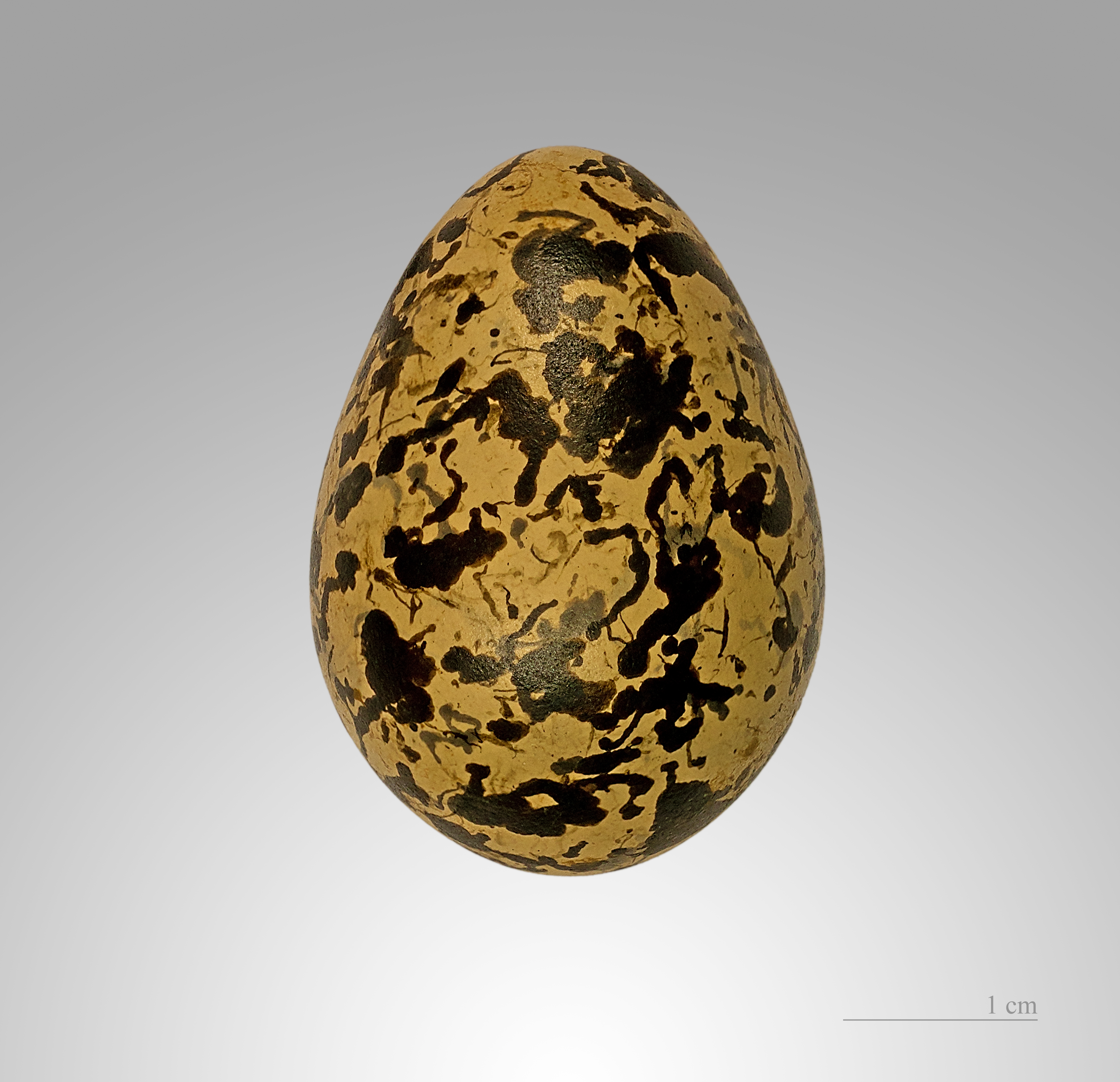
Rostratula benghalensis

Nhát hoa lớn hay nhát hoa (danh pháp hai phần: Rostratula benghalensis), sinh sống trong các khu đầm lầy ở châu Phi, Ấn Độ, Pakistan và Đông Nam Á. Nó ăn động vật giáp xác, côn trùng, ốc, hạt.